# Rugby Canada Super League 2000
Rugby Canada Super League 2000 – trzecia edycja najwyższej klasy rozgrywkowej w rugby union w Kanadzie. Zawody odbywały się w dniach 2 czerwca – 22 lipca 2000 roku.
Miejsce w wielkim finale uzyskali niepokonani w dywizji wschodniej Nova Scotia Keltics, natomiast ich rywale z dywizji zachodniej Fraser Valley Venom zapewnili sobie w nim udział przy takiej samej liczby punktów w fazie grupowej dzięki zwycięstwu w bezpośrednim pojedynku z Manitoba Buffalo. W zawodach ostatecznie triumfowała drużyna Fraser Valley Venom, która w finałowym pojedynku pokonała zespół Nova Scotia Keltics 15–9.

## Faza grupowa

### Dywizja wschodnia
| 10 czerwca 2000 | Nova Scotia Keltics | 26:25 | Black Spruce Rugby | Halifax |
| 10 czerwca 2000 |                     | 26:25 |                    | Halifax |

| 10 czerwca 2000 | Montreal Menace | 14:32 | Toronto Renegades | Rob Melrose Park, Montreal |
| 10 czerwca 2000 |                 | 14:32 |                   | Rob Melrose Park, Montreal |

| 16 czerwca 2000 | Black Spruce Rugby | 17:41 | Montreal Menace | Loyalist RFC, Fredericton |
| 16 czerwca 2000 |                    | 17:41 |                 | Loyalist RFC, Fredericton |

| 17 czerwca 2000 | Toronto Renegades | 61:15 | Ontario Harlequins | Fletcher’s Fields, Markham |
| 17 czerwca 2000 |                   | 61:15 |                    | Fletcher’s Fields, Markham |

| 18 czerwca 2000 | Newfoundland Rock | 18:22 | Montreal Menace | Swilers Rugby Complex, St. John’s |
| 18 czerwca 2000 |                   | 18:22 |                 | Swilers Rugby Complex, St. John’s |

| 23 czerwca 2000 | Black Spruce Rugby | 21:34 | Newfoundland Rock | Loyalist RFC, Fredericton |
| 23 czerwca 2000 |                    | 21:34 |                   | Loyalist RFC, Fredericton |

| 24 czerwca 2000 | Montreal Menace | 47:24 | Ontario Harlequins | Rob Melrose Park, Montreal |
| 24 czerwca 2000 |                 | 47:24 |                    | Rob Melrose Park, Montreal |

| 25 czerwca 2000 | Nova Scotia Keltics | 26:18 | Newfoundland Rock | Halifax |
| 25 czerwca 2000 |                     | 26:18 |                   | Halifax |

| 28 czerwca 2000 | Toronto Renegades | 58:6 | Black Spruce Rugby | Toronto |
| 28 czerwca 2000 |                   | 58:6 |                    | Toronto |

| 1 lipca 2000 | Newfoundland Rock | 13:34 | Toronto Renegades | Swilers Rugby Complex, St. John’s |
| 1 lipca 2000 |                   | 13:34 |                   | Swilers Rugby Complex, St. John’s |

| 1 lipca 2000 | Ontario Harlequins | 27:32 | Black Spruce Rugby | Twin Elm Rugby Park, Ottawa |
| 1 lipca 2000 |                    | 27:32 |                    | Twin Elm Rugby Park, Ottawa |

| 7 lipca 2000 | Ontario Harlequins | 5:48 | Nova Scotia Keltics | Twin Elm Rugby Park, Ottawa |
| 7 lipca 2000 |                    | 5:48 |                     | Twin Elm Rugby Park, Ottawa |

| 9 lipca 2000 | Montreal Menace | 13:15 | Nova Scotia Keltics | Rob Melrose Park, Montreal |
| 9 lipca 2000 |                 | 13:15 |                     | Rob Melrose Park, Montreal |

| 15 lipca 2000 | Newfoundland Rock | 36:6 | Ontario Harlequins | Swilers Rugby Complex, St. John’s |
| 15 lipca 2000 |                   | 36:6 |                    | Swilers Rugby Complex, St. John’s |

| 15 lipca 2000 | Toronto Renegades | 15:16 | Nova Scotia Keltics | Toronto |
| 15 lipca 2000 |                   | 15:16 |                     | Toronto |

### Dywizja zachodnia
| 2 czerwca 2000 | Calgary Mavericks | 17:32 | Vancouver Island Crimson Tide | Calgary Rugby Park, Calgary |
| 2 czerwca 2000 |                   | 17:32 |                               | Calgary Rugby Park, Calgary |

| 2 czerwca 2000 | Manitoba Buffalo | 34:27 | Vancouver Island Crimson Tide | Maple Grove Rugby Park, Winnipeg |
| 2 czerwca 2000 |                  | 34:27 |                               | Maple Grove Rugby Park, Winnipeg |

| 10 czerwca 2000 | Manitoba Buffalo | 20:16 | Calgary Mavericks | Maple Grove Rugby Park, Winnipeg |
| 10 czerwca 2000 |                  | 20:16 |                   | Maple Grove Rugby Park, Winnipeg |

| 10 czerwca 2000 | Edmonton Gold | 22:19 | Fraser Valley Venom | Ellerslie Rugby Park, Edmonton |
| 10 czerwca 2000 |               | 22:19 |                     | Ellerslie Rugby Park, Edmonton |

| 10 czerwca 2000 | Vancouver Island Crimson Tide | 36:10 | Saskatchewan Prairie Fire | Windsor Park, Victoria |
| 10 czerwca 2000 |                               | 36:10 |                           | Windsor Park, Victoria |

| 17 czerwca 2000 | Saskatchewan Prairie Fire | 22:29 | Edmonton Gold | Regina Rugby Club, Regina |
| 17 czerwca 2000 |                           | 22:29 |               | Regina Rugby Club, Regina |

| 17 czerwca 2000 | Fraser Valley Venom | 25:18 | Calgary Mavericks | South Surrey Athletic Park, Surrey |
| 17 czerwca 2000 |                     | 25:18 |                   | South Surrey Athletic Park, Surrey |

| 24 czerwca 2000 | Calgary Mavericks | 25:17 | Saskatchewan Prairie Fire | Calgary Rugby Park, Calgary |
| 24 czerwca 2000 |                   | 25:17 |                           | Calgary Rugby Park, Calgary |

| 24 czerwca 2000 | Vancouver Island Crimson Tide | 33:11 | Edmonton Gold | Cowichan Rugby Club, Duncan |
| 24 czerwca 2000 |                               | 33:11 |               | Cowichan Rugby Club, Duncan |

| 24 czerwca 2000 | Fraser Valley Venom | 16:10 | Manitoba Buffalo | South Surrey Athletic Park, Surrey |
| 24 czerwca 2000 |                     | 16:10 |                  | South Surrey Athletic Park, Surrey |

| 1 lipca 2000 | Manitoba Buffalo | 21:19 | Saskatchewan Prairie Fire | Maple Grove Rugby Park, Winnipeg |
| 1 lipca 2000 |                  | 21:19 |                           | Maple Grove Rugby Park, Winnipeg |

| 1 lipca 2000 | Calgary Mavericks | 23:17 | Edmonton Gold | Calgary Rugby Park, Calgary |
| 1 lipca 2000 |                   | 23:17 |               | Calgary Rugby Park, Calgary |

| 8 lipca 2000 | Saskatchewan Prairie Fire | 24:70 | Fraser Valley Venom | Regina Rugby Club, Regina |
| 8 lipca 2000 |                           | 24:70 |                     | Regina Rugby Club, Regina |

| 15 lipca 2000 | Edmonton Gold | 25:38 | Manitoba Buffalo | Ellerslie Rugby Park, Edmonton |
| 15 lipca 2000 |               | 25:38 |                  | Ellerslie Rugby Park, Edmonton |

| 15 lipca 2000 | Vancouver Island Crimson Tide | 14:20 | Fraser Valley Venom | Velox RFC, Victoria |
| 15 lipca 2000 |                               | 14:20 |                     | Velox RFC, Victoria |

## Finał
| 22 lipca 2000 | Nova Scotia Keltics | 9:15 | Fraser Valley Venom |  |
| 22 lipca 2000 |                     | 9:15 |                     |  |